# Сомовит (нос)
Нос Сòмовит (на английски: Somovit Point) е морски нос на източния бряг на остров Робърт, вдаващ се 500 м в протока Нелсън. Разположен 900 м на север-северозапад от нос Батулия и 1,1 км на юг-югозапад от нос Кичън.
Координатите му са: 62°23′49″ ю. ш. 59°21′04″ з. д. / 62.396944° ю. ш. 59.351111° з. д.. Българско картографиране от 2009 г. и от 2010 г.
Наименуван е на селището Сомовит в Северна България. Името е официално дадено на 23 ноември 2009 г.

## Карти
- Л. Иванов. Антарктика: Остров Ливингстън и острови Гринуич, Робърт, Сноу и Смит. Топографска карта в мащаб 1:120000. Троян: Фондация Манфред Вьорнер, 2009. ISBN 978-954-92032-4-0